# Niederleis
Niederleis là một thị xã thuộc huyện Mistelbach trong bang Niederösterreich.